# Lode Wouters
Lode Alphonse Wouters (27 de maio de 1929 — 25 de março de 2014) foi um ciclista belga de ciclismo de estrada.
Wouters competiu nos Jogos Olímpicos de Verão de 1948 em Londres, onde conquistou a medalha de bronze na prova de estrada individual. Nesta mesma Olimpíada, Wouters, junto com Leon De Lathouwer, Léon De Lathouwer e Eugène Van Roosbroeck, fez parte da equipe belga que foi a vencedora e recebeu a medalha de ouro no contrarrelógio por equipes. Faleceu no mês de março de 2014, em Geel, aos oitenta e quatro anos de idade.